# Origin Energy
Origin Energy est une entreprise australienne de production énergétique qui fait partie de l'indice S&P/ASX 50.

## Historique
En mars 2011, Origin Energy acquiert pour 3,25 milliards de dollars australiens Integral Energy et Country Energy détenue par le gouvernement de Nouvelle-Galles du Sud. Opération qui lui permet d'avoir une capacité électrique de 5 800 MW avec 1,6 million de clients.

## Controverses
Des actionnaires et des propriétaires aborigènes ou locaux ont critiqué le projet d'Origin Energy visant à exploiter, avec le groupe américain Liberty Energy les hydrocarbures non conventionnels du bassin de Beetaloo, par fracturation hydraulique. Lors de l'assemblée générale 2020, des questions ont concerné les impacts de cette exploitation sur les sources d'eau sacrée, au risque de déboisement, de déplétion et de contamination des eaux par les rejets d'eaux usées toxiques. Il est aussi reproché au groupe un manque de consultation adéquate avec les détenteurs de droits traditionnels.
Parallèlement, des investisseurs et acteurs du secteur dénoncent une contradiction fondamentale entre l'ambition d'expansion d'exploitation d'hydrocarbures fossiles via le projet Beetaloo, et les engagements climatiques affichés par Origin Energy, notamment dans le contexte de l'Accord de Paris sur le climat. Certains observateurs estiment même que ce projet pourrait contribuer jusqu'à 22 % des émissions annuelles totales de l'Australie, remettant en cause la viabilité des stratégies de réduction des émissions nécessaires d'ici 2030.
Face à ces oppositions, Origin Energy a - partiellement - revu sa stratégie et modifié son implication dans le développement du bassin de Beetaloo, décision saluée par les communautés traditionnelles et les groupes environnementaux. Cette évolution témoigne d'une prise de conscience croissante quant aux enjeux environnementaux et sociétaux liés à l'exploitation des ressources fossiles dans des zones écologiquement sensibles.